# Auburn Hills
Auburn Hills – miasto w Stanach Zjednoczonych, w stanie Michigan, w hrabstwie Oakland.
- Powierzchnia: 43,0 km²
- Ludność: 19 837 (2000)

W mieście znajduje się siedziba przedsiębiorstwa Chrysler LLC Corporation, produkującego samochody osobowe. Do lipca 2020 znajdowała się w nim też hala widowiskowa The Palace of Auburn Hills, w której do roku 2017 swoje mecze w roli gospodarza rozgrywał klub Detroit Pistons występujący w lidze NBA. Dawniej w tej samej hali swoje mecze rozgrywał także klub Detroit Shock w ramach ligi WNBA.